# Віго
Віго, Віґо (ісп. Vigo) — місто і муніципалітет в Іспанії, у складі автономної спільноти Галісія. Місто є великим портом і важливим промисловим та освітнім центром регіону.

## Географія
Віго розташоване на березі однойменної затоки Атлантичного океану на відстані близько 470 км на північний захід від Мадрида, 22 км на південь від Понтеведри.
Адміністративно муніципалітет Віго поділяється на такі паррокії: Алькабре, Беаде, Бембріве, Кабраль, Кандеан, Кастрелос, Комесанья, Корушо, Фрейшейро, Лавадорес, Матама, Навія, Ойя, Сардома, Сайянс, Тейс, Валадарес і Саманс, а також включає населені пункти Віго і Сієс, що не входять до складу жодної паррокії.

### Клімат
Місто розташоване у зоні, котра характеризується середземноморським кліматом. Найтепліший місяць — липень із середньою температурою 19.4 °C (66.9 °F). Найхолодніший місяць — січень, із середньою температурою 8.3 °С (46.9 °F).
| Клімат Віго             | Клімат Віго | Клімат Віго | Клімат Віго | Клімат Віго | Клімат Віго | Клімат Віго | Клімат Віго | Клімат Віго | Клімат Віго | Клімат Віго | Клімат Віго | Клімат Віго | Клімат Віго |
| Показник                | Січ.        | Лют.        | Бер.        | Квіт.       | Трав.       | Черв.       | Лип.        | Серп.       | Вер.        | Жовт.       | Лист.       | Груд.       | Рік         |
| Абсолютний максимум, °C | 20          | 22          | 26          | 27          | 32          | 38          | 36          | 37          | 35          | 28          | 23          | 22          | 38          |
| Середній максимум, °C   | 11,6        | 12,9        | 15,1        | 16,1        | 18,2        | 22          | 24,3        | 24,2        | 22,4        | 18,5        | 14,7        | 12,3        | 17,7        |
| Середня температура, °C | 8,3         | 9,3         | 10,9        | 11,9        | 14          | 17,3        | 19,4        | 19,4        | 18          | 14,6        | 11,3        | 9,2         | 13,6        |
| Середній мінімум, °C    | 5           | 5,8         | 6,6         | 7,7         | 9,9         | 12,6        | 14,6        | 14,6        | 13,6        | 10,8        | 7,9         | 6,2         | 9,6         |
| Абсолютний мінімум, °C  | −5          | −2          | −2          | −1          | 0           | 5           | 5           | 7           | 5           | 2           | 0           | −1          | −5          |
| Норма опадів, мм        | 255         | 219         | 145         | 148         | 141         | 73          | 43          | 40          | 113         | 215         | 228         | 298         | 1909        |
| Днів з опадами          | 15          | 13          | 11          | 13          | 13          | 7           | 5           | 5           | 8           | 13          | 13          | 15          | 130         |
| Вологість повітря, %    | 85          | 81          | 76          | 75          | 77          | 74          | 74          | 74          | 78          | 82          | 86          | 86          | 79          |
| ----------------------- | ----------- | ----------- | ----------- | ----------- | ----------- | ----------- | ----------- | ----------- | ----------- | ----------- | ----------- | ----------- | ----------- |
| Джерело: Weatherbase    |             |             |             |             |             |             |             |             |             |             |             |             |             |

## Історія
У 1702 році під час війни за іспанську спадщину в затоці Віго відбулася битва між англо-голландським і франко-іспанським флотами.

## Демографія
Найбільше місто Галісії з населенням понад 297 тис. мешканців, а населення його агломерації становить 468 тис. мешканців і є 14-тою за населенням міською агломерацією в Іспанії. Також Віґо є найбільшим містом в країні, що не має статусу адміністративного центру провінції. 
Динаміка населення (INE ):

## Релігія
- Центр Туй-Вігоської діоцезії Католицької церкви.

## Відомі особистості
В місті народився:
- Давід Костас (* 1995) — іспанський футболіст.

## Галерея

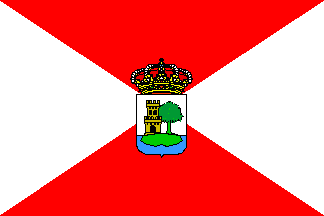
Прапор Віго
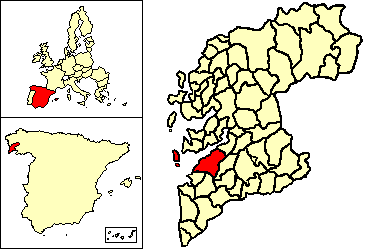
Розташування муніципалітету
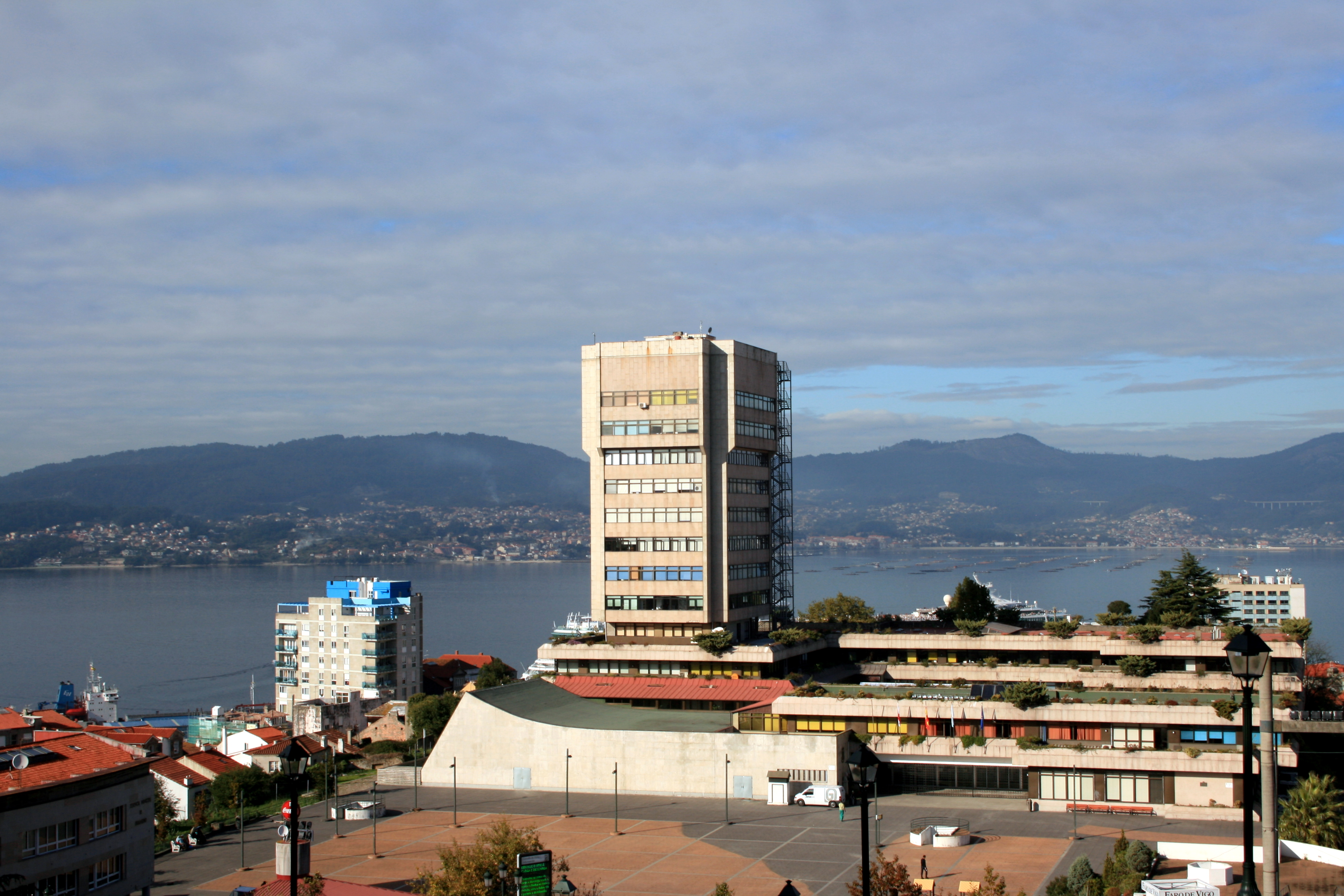
Муніципальна рада
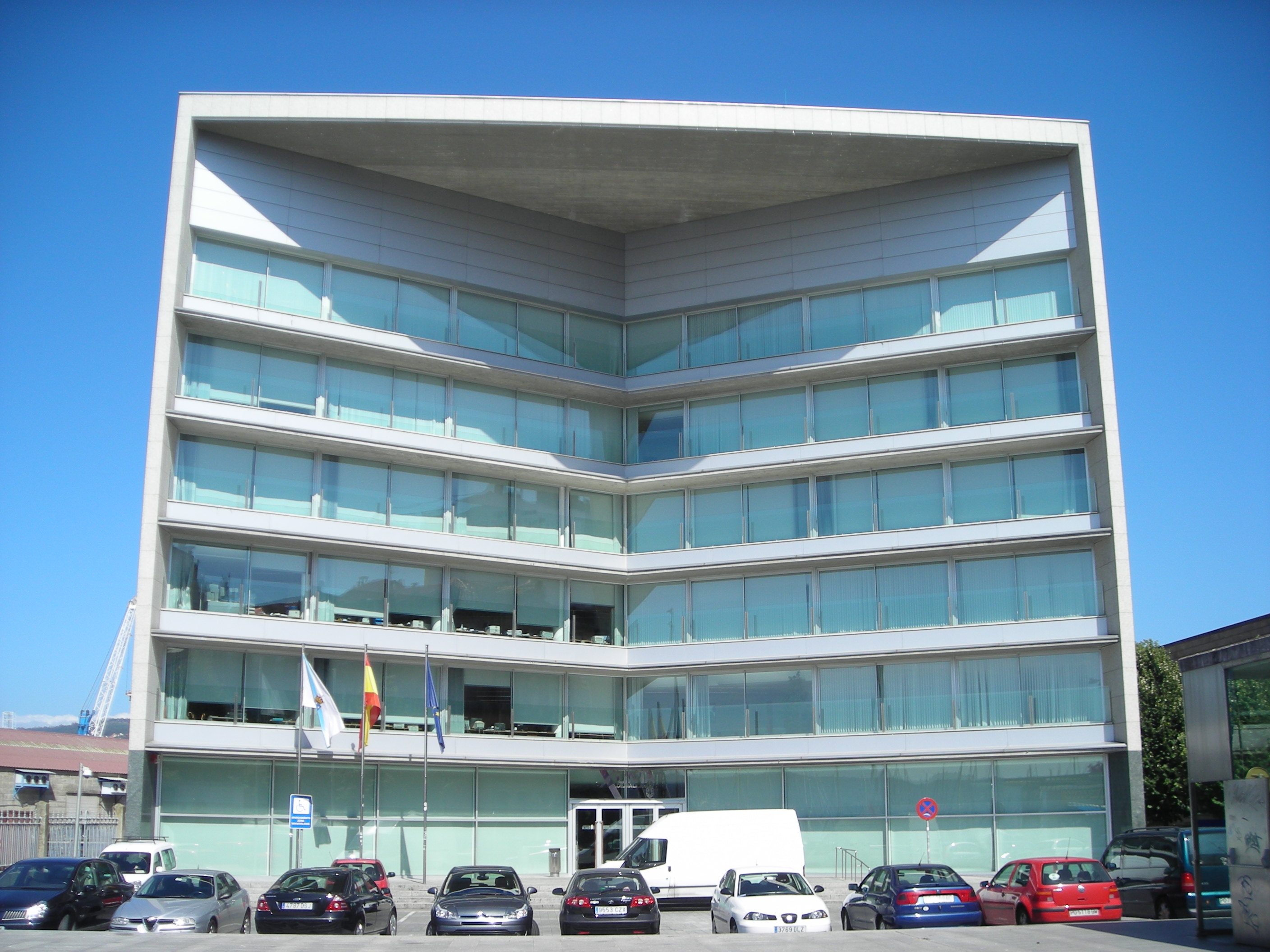
Місцезнаходження галісійської Шунти у Віго
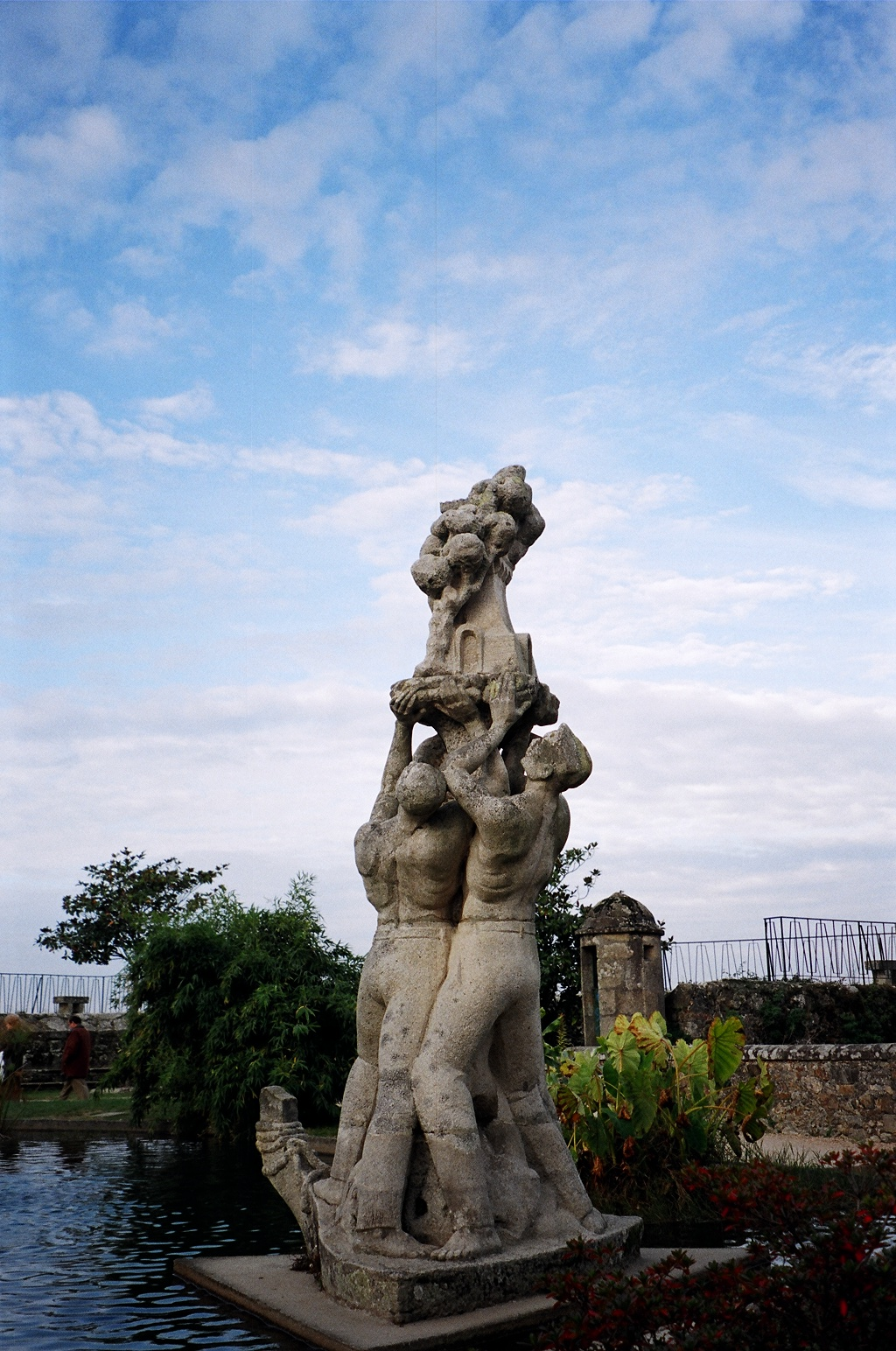
Монумент у місті Віго
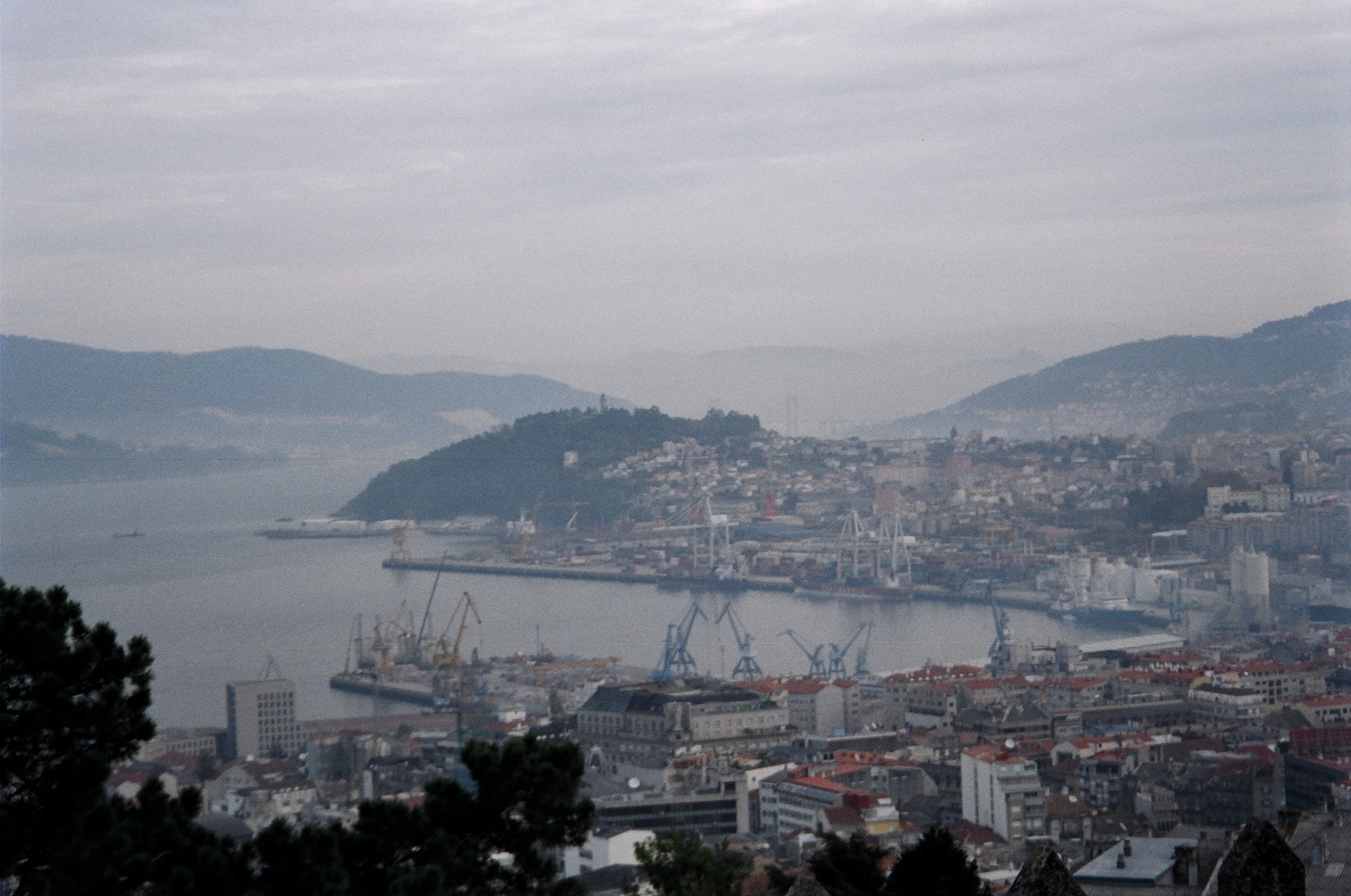
Панорама міста Віго
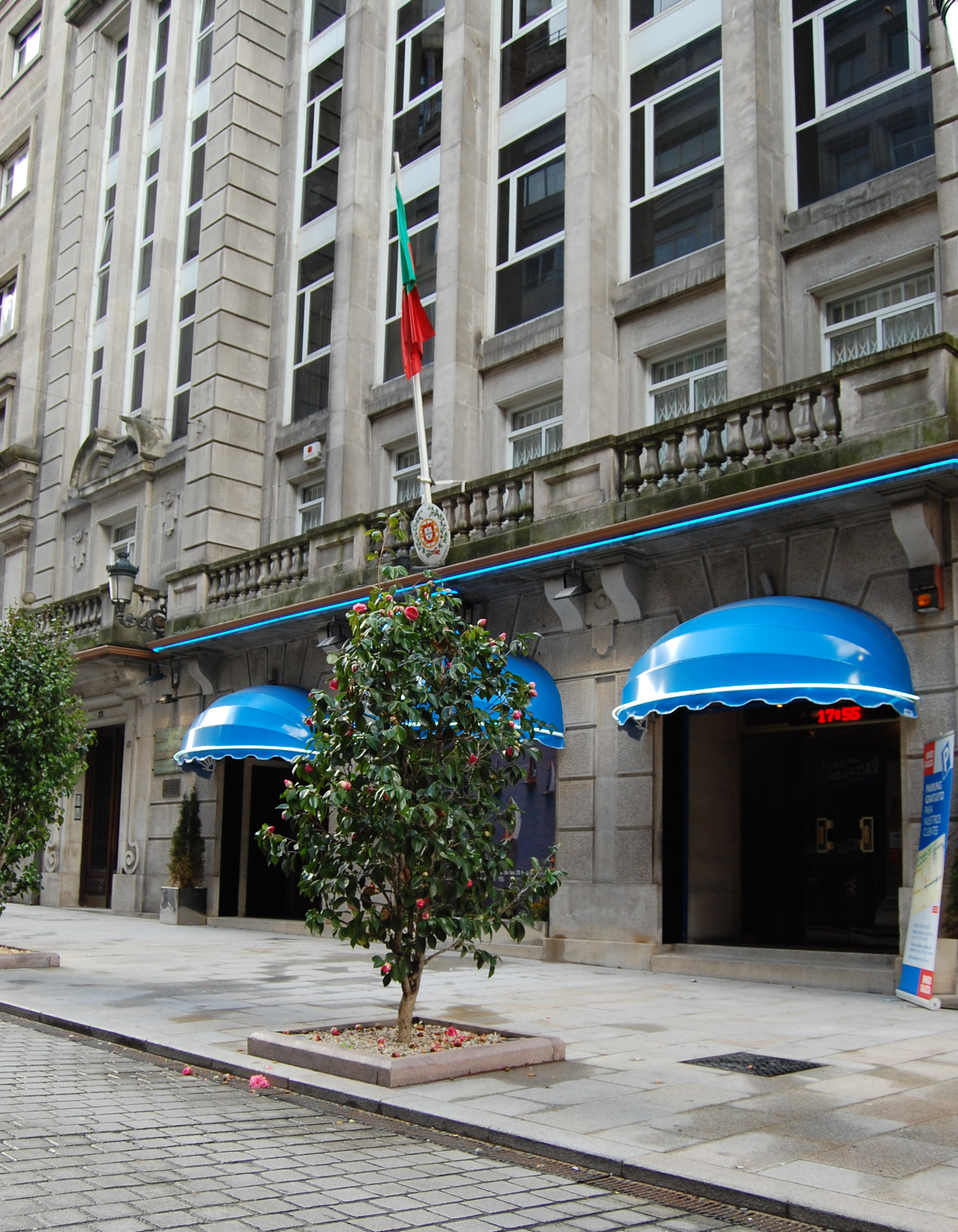
Португальське консульство у місті Віго
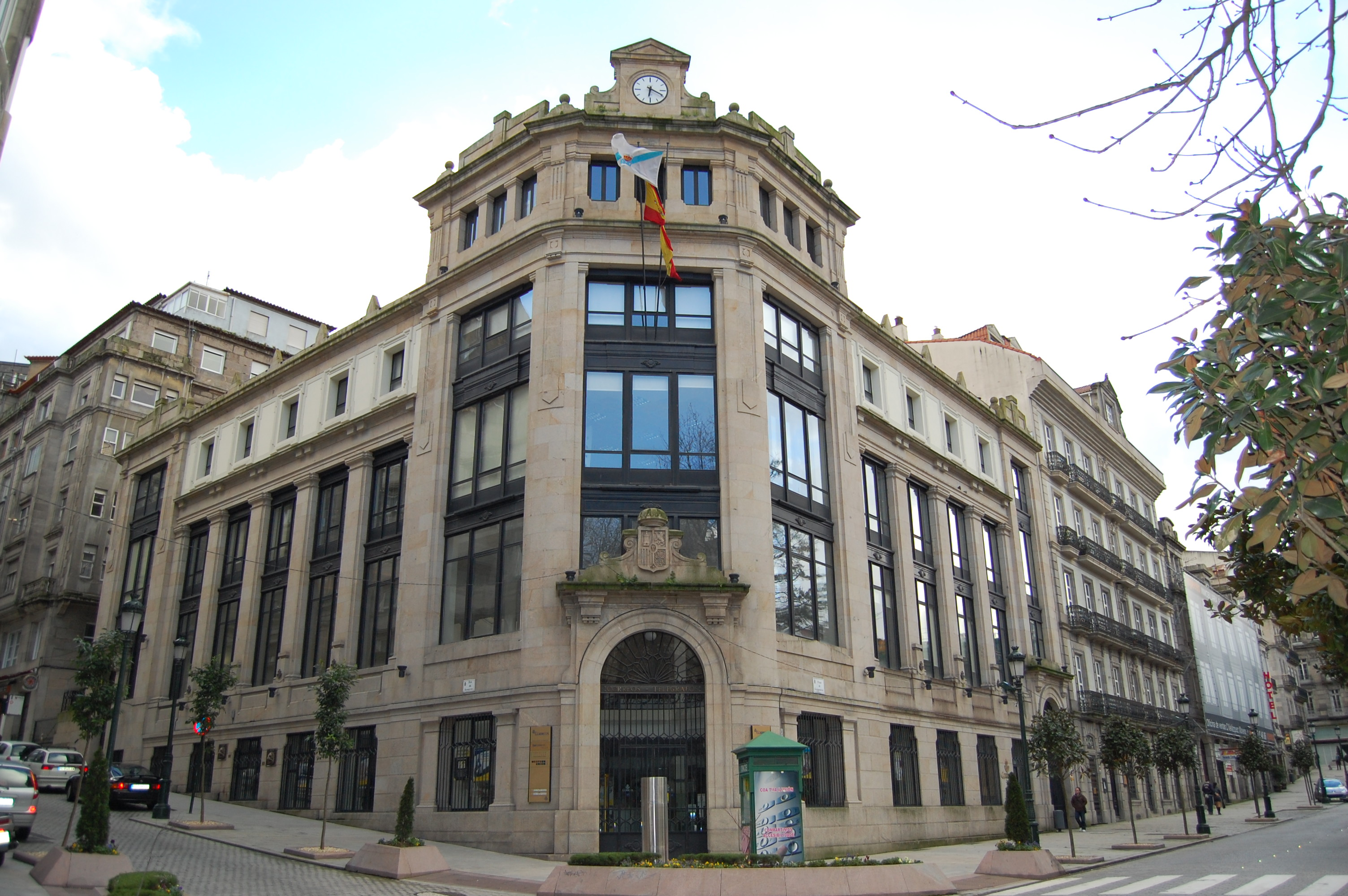
Головпоштамт Віго
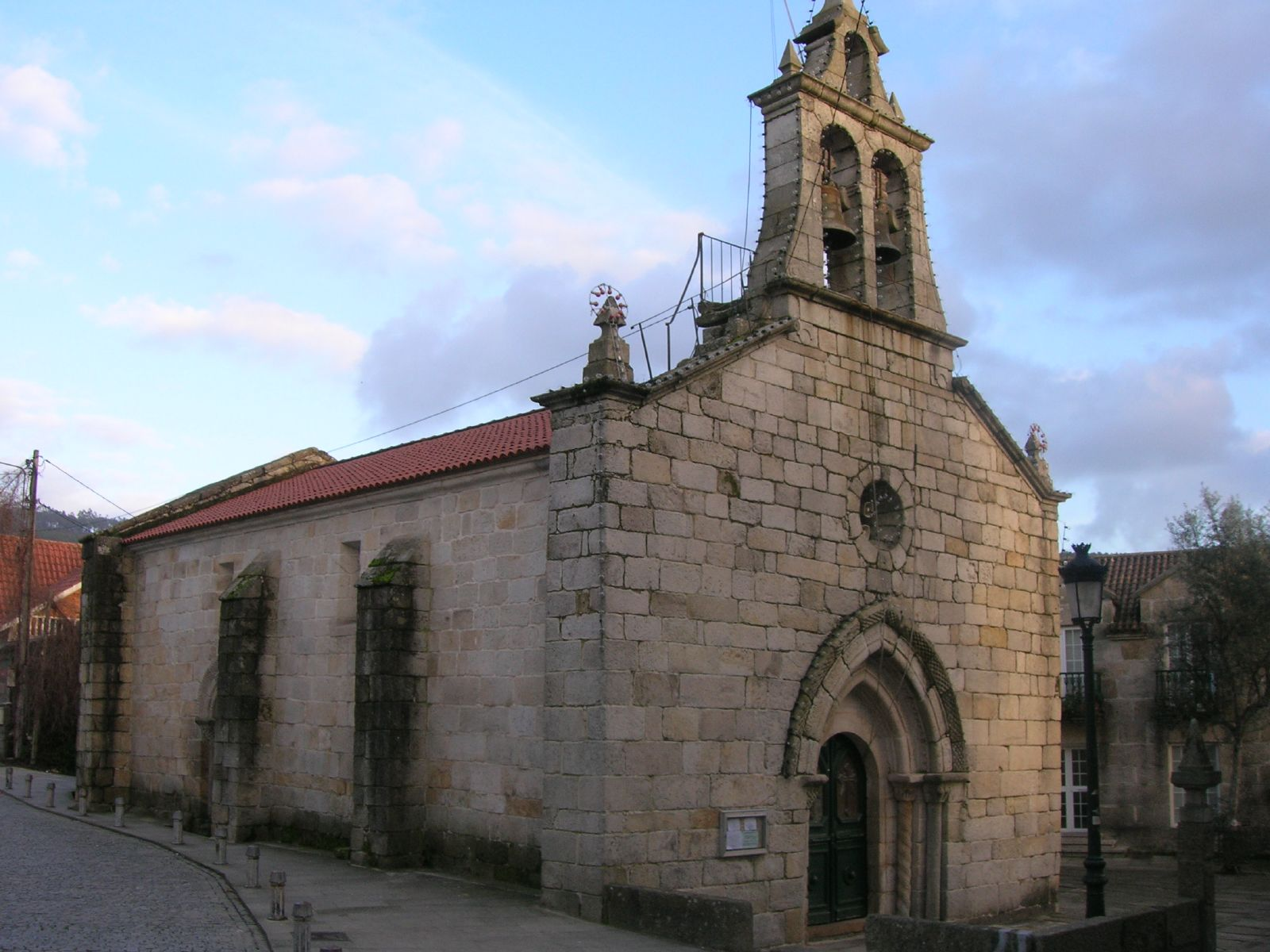
Церква Сантьяго-де-Бембріве